# 櫻井未奈
未奈（みな、1989年6月9日 - ）は、日本の女性シュートボクサー、キックボクサー。初代シュートボクシング日本女子ライト級チャンピオン。
本名は櫻井 未奈（さくらい みな）。宮城県出身。宮城県名取北高等学校、宮城学院女子大学卒業。秀晃道場（村田町沼辺）所属で、一時は同道場の代表代理を務めていた（そこに至る経緯は後述）。
デビュー当初はMINAというリングネームだったが、大学卒業を機に現リングネームに改名した。

## 来歴
2010年10月17日、J-GIRLSでデビュー戦を行いローラ・ジャンジラを1ラウンドKOで下す。
2011年8月19日、シュートボクシング初参戦で「Girls S-cup 2011」トーナメントに出場。10kg近い減量に苦しみ、前日の記者会見を中座するなど不安を抱えて試合に臨んだが、1回戦で優勝候補のV.V Meiを左右のパンチと膝蹴りで圧倒し判定勝ちの番狂わせを起こす。準決勝ではハム・ソヒと真っ向から打ち合うも判定負け。以後はシュートボクシングに主戦場を移す。
2012年1月29日、「ヤングシーザー杯OSAKA2012 “ALPINISME” vol.1」に出場。前日計量で契約体重を2kg近くオーバーし、ファイトマネー全額没収、グローブハンデ戦およびレッドカードによる2点減点というペナルティーを受けたが、試合では岡加奈子を開始わずか35秒でKOし鬱憤を晴らした。
4月13日、「SHOOT BOXING2012～Road to S-cup～act.2」にて魅津希と「Girls S-cup-53.5」トーナメント1回戦で対戦する予定だったが、またしても前日計量で契約体重をオーバーしトーナメントは失格。試合自体は行われたが魅津希の前にいいところなく、大流血の末初のTKO負けを喫する。2度続けての失態の責任を取り、秀晃道場の太田秀俊が一時代表を辞任し、その間未奈が代表代行を務める事態となった。
その後暫く表舞台から姿を消し、2016年8月28日に本格復帰するが、空手こまちのボディブローでKO負け。以後は60kg以上の階級で試合を続けている。
2020年11月28日、SHOOT BOXING 2020 act.2」（東京・後楽園ホール）で行われた「SB日本女子ライト級（62.5kg）初代王者決定戦」で未奈（秀晃道場）と溝口孝湖(ATANABE GYM）が対戦。未奈が3-0の判定で勝利を収め、初代王者に輝いた。
2021年4月からは、YouTube配信を開始した。
| キックボクシング 戦績 | キックボクシング 戦績 | キックボクシング 戦績 | キックボクシング 戦績 | キックボクシング 戦績 | キックボクシング 戦績 | キックボクシング 戦績 |
| --------------------- | --------------------- | --------------------- | --------------------- | --------------------- | --------------------- | --------------------- |
| 20 試合               | (T)KO                 | 判定                  | その他                | 引き分け              | 無効試合              |                       |
| 12 勝                 | 5                     | 7                     | 0                     | 0                     | 0                     |                       |
| 8 敗                  | 2                     | 5                     | 1                     | 0                     | 0                     |                       |

| 勝敗 | 対戦相手           | 試合結果                          | 大会名 | 開催年月日     |
| ○    | キム・ジュヒョン   | 3R 2分46秒 終了 KO                | SHOOT BOXING 2019 act.3 | 2019年6月23日  |
| ○    | イェジン・ハン     | 3R終了 判定3-0                    | SHOOT BOXING 2019 act.2 | 2019年4月27日  |
| ×    | 浅井春香           | 不戦敗                            | J-NETWORK「J-FIGHT＆J-GIRLS 2018～1st」                                                                                                 | 2018年2月25日  |
| ×    | ユ・ヨウペイ       | 3R終了 判定3-0                    | J-NETWORK「J-FIGHT＆J-GIRLS 2018～1st」                                                                                                 | 2017年12月17日 |
| ○    | 杉山しずか         | 3R終了 判定3-0                    | シュートボクシング「Girls S-cup 2017」                                                                                                  | 2017年7月7日   |
| ○    | 熊谷麻理奈         | 3R終了 判定3-0                    | ノースエリア格闘技イベント BOUT-27 | 2017年6月11日  |
| ×    | 空手こまち         | 2R 0:58 KO                        | J-NETWORK「J-FIGHT＆J-GIRLS 2016 5th」                                                                                                  | 2016年8月28日  |
| ○    | 法DATE             | 3R終了 判定2-0                    | シュートボクシング「SHOOT BOXING2014 act.4」                                                                                            | 2014年9月20日  |
| ×    | 魅津希             | 3R 1:01 TKO（レフェリーストップ） | シュートボクシング「SHOOT BOXING2012～Road to S-cup～act.2」 【Girls S-cup－53.5 1回戦第1試合 53.5kg契約 エキスパートクラス特別ルール】 | 2012年4月13日  |
| ○    | 岡加奈子           | 1R 0:35 KO                        | シュートボクシング「ヤングシーザー杯OSAKA2012 “ALPINISME” vol.1」                                                                       | 2012年1月29日  |
| ○    | 藤野恵実           | 2分3R終了 判定3-0                 | SHOOT BOXING SHOOT the SHOOTO 2011 | 2011年11月6日  |
| ×    | ハム・ソヒ         | 2分3R終了 判定0-2                 | シュートボクシング・ガールズトーナメント Girls S-cup2011日本予選 ～ツヨカワGirls真夏の祭典～ 【Girls S-cup 2011 準決勝】                | 2011年8月19日  |
| ○    | V.V Mei            | 2分3R終了 判定2-0                 | シュートボクシング・ガールズトーナメント Girls S-cup2011日本予選 ～ツヨカワGirls真夏の祭典～ 【Girls S-cup 2011 1回戦】                 | 2011年8月19日  |
| ×    | 超弁慶             | 2分3R終了 判定0-2                 | J-NETWORK「J-GIRLS 2011 ～Born This Way 2nd～」 【J-GIRLSフェザー級次期王者挑戦者決定トーナメント 準決勝】                              | 2011年7月10日  |
| ○    | HARUMI             | 2R 0:40 KO                        | J-NETWORK「J-GIRLS 2011 ～Born This Way～」 【J-GIRLSフェザー級次期王者挑戦者決定トーナメント 1回戦】                                   | 2011年5月15日  |
| ×    | 佐々木仁子         | 2分3R終了 判定0-3                 | Krush初代王座決定トーナメント 〜Round.2〜                                                                                               | 2011年1月9日   |
| ○    | 小澤聡子           | 1R 1:44 KO                        | J-NETWORK「J-GIRLS 女祭り 2010 ～戦う女は美しい～」 【Wヒロインズカップ リザーブマッチ】                                                | 2010年12月12日 |
| ○    | ローラ・ジャンジラ | 1R 1:26 KO                        | J-NETWORK「J-GIRLS Catch The stone～11」                                                                                                | 2010年10月17日 |

### 総合格闘技
| 総合格闘技 戦績 | 総合格闘技 戦績 | 総合格闘技 戦績 | 総合格闘技 戦績 | 総合格闘技 戦績 | 総合格闘技 戦績 | 総合格闘技 戦績 |
| --------------- | --------------- | --------------- | --------------- | --------------- | --------------- | --------------- |
| 1 試合          | (T)KO           | 一本            | 判定            | その他          | 引き分け        | 無効試合        |
| 1 勝            | 1               | 0               | 0               | 0               | 0               | 0               |
| 0 敗            | 0               | 0               | 0               | 0               | 0               | 0               |

| 勝敗 | 対戦相手                           | 試合結果 | 大会名                                                | 開催年月日   |
| ○    | ペットローイエット・ハイランドジム | 1R TKO   | SHOOT BOXING Girls S-cup ～48㎏世界トーナメント2018〜 | 2018年7月6日 |

## 入場テーマ曲
- 『フルボッコ』ー　JUMBOY

## TV出演
- 炎の体育会TV（2012年10月13日放送）
- スポッち！（2016年8月31日放送）